# Piton du Roqueray
Pour les articles homonymes, voir Piton (homonymie).
Piton du Roqueray est un goguettier né avant 1810, est un chansonnier français, membre fondateur en 1834 de la célèbre goguette de la Lice chansonnière.
À sa fondation il en fut fait président honoraire.

## Biographie
Théophile Marion Dumersan écrit en 1866 :
Fils d'un avoué de Coutances, Piton fit de bonnes et fortes études. Son père se proposait de lui céder sa charge ; mais, à peine sorti du collège, Piton, à l'exemple du célèbre comédien Desessarts, pensa qu'il valait mieux faire rire et chanter les gens que de les ruiner, et, laissant là Cujas et Barthole, il donna un libre essor au feu sacré qui commençait à rayonner en lui. Un peu plus tard, pourtant, il entra dans l'instruction publique, et il professa successivement dans plusieurs collèges. Mais sous la robe du professeur battait toujours le cœur du chansonnier, et souvent en descendant de sa chaire le jeune pédagogue rimait quelque joyeux couplet.
Vers 1824, Piton envoya quelques-uns de ses essais à Béranger, qui lui répondit par une lettre des plus flatteuses et des plus encourageantes. Il n'en fallut pas davantage pour déterminer le poète à jeter la robe aux orties. On ne saurait croire combien de lettres de ce genre Béranger a écrites ; il n'est pas un chansonnier moderne quelque peu connu qui ne possède au moins un de ces précieux autographes, auxquels on doit des myriades de vers, des déluges de couplets.
Malheureusement Piton ne se borna pas à faire des vers, il écrivit aussi en prose, et il publia, en société avec Eugène de Honglave, un petit livre, la Biographie des dames de la cour, qui fit un bruit d'enfer, et qui valut un an de prison à l'un de ses auteurs, Piton, lequel avait eu la générosité d'assumer toute la responsabilité de l'œuvre.
Vint 1830 ; Piton, en dédommagement de la persécution qu'il avait subie, fut nommé principal de collège ; mais il ne resta que peu de temps dans cette position, et, de retour à Paris, après une absence de deux ans, il chanta de nouveau. Ce fut alors qu'il publia, dans le journal en chansons de son ami Lepage, quelques fragments de son Horace travesti, qui est bien la plus délicieuse bouffonnerie qu'il soit possible d'imaginer, et qui, nous ne savons pourquoi, n'a jamais été publié entièrement, bien que cet ouvrage d'assez longue haleine soit terminé depuis longtemps.
Piton de Roqueray, Charles Lepages et Émile Debraux (1796-1831) fondèrent en 1830 la société chantante "La Lice Chansonnière" dont il devint le président honoraire après la mort prématurée de leur associé Émile Debraux le 12 février 1831.

## Source
- Théophile Marion Dumersan Chansons nationales et populaires de France, accompagnées de notes historiques et littéraires, Éditions Garnier frères, Paris 1866.